# Kanton Orgon
Kanton  is een voormalig kanton van het Franse departement Bouches-du-Rhône. Het kanton maakte deel uit van het arrondissement Arles. Het werd opgeheven bij decreet van 27 februari 2014, met uitwerking op 22 maart 2015.

## Gemeenten
Het kanton omvatte de volgende gemeenten:
- Cabannes
- Eygalières
- Mollégès
- Orgon (hoofdplaats)
- Plan-d'Orgon
- Saint-Andiol
- Sénas
- Verquières